# Francisco Fernández
Francisco Fernández (født 19. august 1975) er en tidligere chilensk fodboldspiller.

## Chiles fodboldlandshold
| Chiles landsholdm | Chiles landsholdm | Chiles landsholdm |
| År                | Kmp               | Mål               |
| ----------------- | ----------------- | ----------------- |
| 2000              | 2                 | 0                 |
| Total             | 2                 | 0                 |